# Ромодановское сельское поселение (Смоленская область)
Ромода́новское се́льское поселе́ние — упразднённое муниципальное образование в составе Глинковского района Смоленской области России. Административный центр — деревня Ромоданово.
Образовано законом от 2 декабря 2004 года. Упразднено законом от 20 декабря 2018 года с включением всех входивших в его состав населённых пунктов  в Доброминское сельское поселение.
Главой поселения и Главой администрации является Семеников Александр Иванович.

## Географические данные
- Общая площадь: 134,2 км²
- Расположение: северная часть Глинковского района
- Граничит:
  - на севере — с   Дорогобужским районом
  - на востоке и юге — с Глинковским сельским поселением
  - на западе — с Доброминским сельским поселением
- Крупные реки: Ужа, Устром.

## Население
| 2011 | 2012 | 2013 | 2014 | 2015 | 2016 | 2017 |
| ---- | ---- | ---- | ---- | ---- | ---- | ---- |
| 188  | ↘177 | ↘171 | ↘163 | ↘154 | ↗155 | ↘151 |
| 2018 | 2019 |      |      |      |      |      |
| ↘144 | ↘141 |      |      |      |      |      |

## Населённые пункты
В состав поселения входили следующие населённые пункты:
- Ромоданово, деревня
- Басманово, деревня
- Васюки, деревня
- Ивонино, деревня
- Новая, деревня
- Путятино, деревня
- Рубежики, деревня
- Слободка, деревня
- Тимошино, деревня
- Тишково, деревня
- Чанцово, деревня

## Экономика
Школа, сельхозпредпритяия.